# Delia hoffmannii
Delia hoffmannii är en tvåvingeart som beskrevs av Judin 1976. Delia hoffmannii ingår i släktet Delia och familjen blomsterflugor. Inga underarter finns listade i Catalogue of Life.